# آرکادی تساتوریان
آرکادی یرواندی تساتوریان (ارمنی: Արկադի Երվանդի Ծատուրյան؛ زادهٔ ۷ فوریهٔ ۱۹۳۷ - درگذشتهٔ ۸ اوت ۲۰۲۱) رمان‌نویس و عوام‌شناس اهل ارمنستان بود.

## زندگی‌نامه
وی در ۷ فوریهٔ ۱۹۳۷ در خندزورسک، شهرستان گوریس به دنیا آمد و از دانشگاه دولتی علوم پرورشی خاچاطور آبوویان ارمنستان فارغ‌التحصیل گشت. وی عضو اتحادیه نویسندگان ارمنستان بود. وی برنده جوایزی همچون مدال موسس خورناتسی است. وی در ۸ اوت ۲۰۲۱ در سن ۸۴ سالگی درگذشت.